# Grammy Award for Best R&B Performance
Der Grammy Award for Best R&B Performance, auf Deutsch etwa „Grammy-Award für die beste R&B-Darbietung“, ist ein Musikpreis, der bei den jährlich stattfindenden Grammy Awards verliehen wurde. Ausgezeichnet werden Darbietungen aus dem Musikbereich Rhythm and Blues (R&B). Der Preis wurde ursprünglich 1959 eingeführt, danach jedoch nur bis 1968 vergeben. Seit 2012 existiert der Preis erneut als Zusammenfassung der ursprünglichen Kategorien Grammy Award for Best Female R&B Vocal Performance, Grammy Award for Best Male R&B Vocal Performance, Grammy Award for Best R&B Performance by a Duo or Group with Vocal und Grammy Award for Best Urban/Alternative Performance.

## Hintergrund und Geschichte
Die seit 1958 verliehenen Grammy Awards (eigentlich Grammophone Awards) werden jährlich in zahlreichen Kategorien von der National Academy of Recording Arts and Sciences (NARAS) in den Vereinigten Staaten von Amerika vergeben, um künstlerische Leistung, technische Kompetenz und hervorragende Gesamtleistung ohne Rücksicht auf die Album-Verkäufe oder Chart-Position zu ehren.
Der Preis wurde ursprünglich 1959 bis 1961 als „Best Rhythm & Blues Performance“ eingeführt und danach bis 1968 als „Best Rhythm & Blues Recording“ vergeben, danach jedoch eingestellt. Seit 2012 existiert der Preis erneut als Zusammenfassung der ursprünglichen Kategorien Grammy Award for Best Female R&B Vocal Performance, Grammy Award for Best Male R&B Vocal Performance, Grammy Award for Best R&B Performance by a Duo or Group with Vocal und Grammy Award for Best Urban/Alternative Performance, um die Anzahl der Preise deutlich zu reduzieren. Vergeben wird der Preis nach den aktuellen Regularien für Darbietungen von Einzelkünstlern sowie Duos und Musikgruppen, wobei er sowohl für Gesangs- wie Instrumentalstücke vergeben werden kann und auf einzelne Tracks und Singles beschränkt ist.

## Gewinner und nominierte Künstler

### 1959 bis 1968
| Jahr | Künstler / Band  | Nationalität       | Werk                          | Weitere nominierte Künstler | Bilder der Künstler   |
| ---- | ---------------- | ------------------ | ----------------------------- | --- | --------------------- |
| 1959 | The Champs       | Vereinigte Staaten | Tequila                       | - Harry Belafonte für Belafonte Sings the Blues - Nat King Cole für Looking Back - Pérez Prado für Patricia - Earl Grant für The End |                       |
| 1960 | Dinah Washington | Vereinigte Staaten | What a Diff’rence a Day Makes | - Elvis Presley für A Big Hunk o’ Love - The Coasters für Charlie Brown - Jesse Belvin für Guess Who - Nat King Cole für Midnight Flyer |                       |
| 1961 | Ray Charles      | Vereinigte Staaten | Let the Good Times Roll       | - Etta James für All I Could Do Was Cry - Hank Ballard für Finger Poppin’ Time - Muddy Waters für Got My Mojo Working - Jackie Wilson für Lonely Teardrops - LaVerne Baker für Shake a Hand - John Lee Hooker für Travelin’ - Bo Diddley für Walkin’ and Talkin’ | Ray Charles, 1971     |
| 1962 | Ray Charles      | Vereinigte Staaten | Hit the Road Jack             | - Ernie K-Doe für Mother-in-Law - Etta James für The Fool That I Am - Jimmy Reed für Bright Lights, Big City - Laverne Baker für Saved | Ray Charles, 1969     |
| 1963 | Ray Charles      | Vereinigte Staaten | I Can’t Stop Loving You       | - B. Bumble and the Stingers für Nut Rocker - Bobby Darin für What’d I Say - Little Eva für The Loco-Motion - Mel Tormé für Comin’ Home Baby - Sam Cooke für Bring It On Home To Me                                                                              | Ray Charles, 1967     |
| 1964 | Ray Charles      | Vereinigte Staaten | Busted                        | - Barbara Lewis für Hello Stranger - Lenny Welch für Since I Fell für You - Little Johnny Taylor für Part Time Love - Major Lance für Hey Little Girl - Martha and the Vandellas für (Love is Like a) Heat Wave - Sam Cooke für Frankie and Johnny               | Ray Charles, 1968     |
| 1965 | Nancy Wilson     | Vereinigte Staaten | How Glad I Am                 | - Sam Cooke für Good Times - The Impressions für Keep on Pushing - The Supremes für Baby Love - Dionne Warwick für Walk On By - Joe Tex für Hold What You've Got                                                                                                 | Nancy Wilson, 1968    |
| 1966 | James Brown      | Vereinigte Staaten | Papa’s Got a Brand New Bag    | - Sam Cooke für Shake - The Temptations für My Girl - Wilson Pickett für In The Midnight Hour - Jr. Walker and The All-Stars für Shotgun | James Brown, 1973     |
| 1967 | Ray Charles      | Vereinigte Staaten | Crying Time                   | - James Brown – It’s A Man’s Man’s Man’s World - Lou Rawls – Love Is a Hurtin’ Thing - Percy Sledge – When A Man Loves A Woman - Stevie Wonder – Uptight (Everything’s Alright)                                                                                  | Ray Charles, 2003     |
| 1968 | Aretha Franklin  | Vereinigte Staaten | Respect                       | - Joe Tex für Skinny Legs and All - Lou Rawls für Dead End Street - Otis Redding für Try a Little Tenderness - Sam & Dave für Soul Man | Aretha Franklin, 1967 |

### Seit 2012
| Jahr                  | Künstler / Band                       | Nationalität           | Werk                             | Weitere nominierte Künstler | Bilder der Künstler        |
| --------------------- | ------------------------------------- | ---------------------- | -------------------------------- | --- | -------------------------- |
| 2012                  | Corinne Bailey Rae                    | Vereinigtes Königreich | Is This Love                     | - Marsha Ambrosius – Far Away - Ledisi – Pieces of Me - Kelly Price & Stokley – Not My Daddy - Charlie Wilson – You Are                                                   | Corinne Bailey Rae, 2007   |
| 2013                  | Usher                                 | Vereinigte Staaten     | Climax                           | - Estelle – Thank You - Robert Glasper Experiment & Ledisi – Gonna Be Alright (F.T.B.) - Luke James – I Want You - Miguel – Adorn                                         | Usher, 2010                |
| 2014                  | Snarky Puppy featuring Lalah Hathaway | Vereinigte Staaten     | Something                        | - Tamar Braxton – Love and War - Anthony Hamilton – Best of Me - Hiatus Kaiyote featuring Q-Tip – Nakamarra - Miguel featuring Kendrick Lamar – How Many Drinks?          | Snarky Puppy, 2007         |
| 2015 8. Februar 2015  | Beyoncé featuring Jay-Z               | Vereinigte Staaten     | Drunk in Love                    | - Chris Brown featuring Usher & Rick Ross – New Flame - Jennifer Hudson featuring R. Kelly – It’s Your World - Ledisi – Like This - Usher – Good Kisser                   | Beyoncé & Jay-Z, 2014      |
| 2016 15. Februar 2016 | The Weeknd                            | Kanada                 | Earned It (Fifty Shades of Grey) | - Tamar Braxton – If I Don’t Have You - Andra Day – Rise Up - Hiatus Kaiyote – Breathing Underwater - Jeremih featuring J. Cole – Planes                                  | The Weeknd, 2015           |
| 2017 12. Februar 2017 | Solange                               | Vereinigte Staaten     | Cranes in the Sky                | - BJ the Chicago Kid – Turnin’ Me Up - Ro James – Permission - Musiq Soulchild – I Do - Rihanna – Needed Me                                                               |                            |
| 2018 28. Januar 2018  | Bruno Mars                            | Vereinigte Staaten     | That’s What I Like               | - Daniel Caesar featuring Kali Uchis – Get You - Kehlani – Distraction - Ledisi – High - SZA – The Weekend                                                                |                            |
| 2019 10. Februar 2019 | H.E.R. featuring Daniel Caesar        | Vereinigte Staaten     | Best Part                        | - Toni Braxton – Long as I Live - The Carters – Summer - Lalah Hathaway – Y O Y - PJ Morton – First Began                                                                 |                            |
| 2020 26. Januar 2020  | Anderson .Paak featuring André 3000   | Vereinigte Staaten     | Come Home                        | - Daniel Caesar & Brandy – Love Again - H.E.R. featuring Bryson Tiller – Could’ve Been - Lizzo featuring Gucci Mane – Exactly How I Feel - Lucky Daye – Roll Some Mo      | Anderson .Paak 2016        |
| 2021 14. März 2021    | Beyoncé                               | Vereinigte Staaten     | Black Parade                     | - Jhené Aiko featuring John Legend – Lightning & Tunder - Jacob Collier featuring Mahalia, Ty Dolla Sign – All I Need - Brittany Howard – Goat Head - Emily King – See Me | Beyoncé (2019)             |
| 2022 3. April 2022    | Silk Sonic                            | Vereinigte Staaten     | Leave the Door Open              | - Snoh Aalegra – Lost You - Justin Bieber featuring Daniel Caesar & Giveon – Peaches - H.E.R. – Damage                                                                    | Anderson Paak & Bruno Mars |
| 2022 3. April 2022    | Jazmine Sullivan                      | Vereinigte Staaten     | Pick Up Your Feelings            | - Snoh Aalegra – Lost You - Justin Bieber featuring Daniel Caesar & Giveon – Peaches - H.E.R. – Damage                                                                    | Jazmine Sullivan (2015)    |
| 2023 5. Februar 2023  | Muni Long                             | Vereinigte Staaten     | Hrs & Hrs                        | - Beyoncé – Virgo’s Groove - Mary J. Blige featuring Anderson .Paak – Here with Me - Lucky Daye – Over - Jazmine Sullivan – Hurt Me So Good                               |                            |
| 2024 4. Februar 2024  | Coco Jones                            | Vereinigte Staaten     | ICU                              | - Chris Brown – Summer Too Hot - Robert Glasper featuring SiR & Alex Isley – Back to Love - Victoria Monét – How Does It Make You Feel - SZA – Kill Bill                  | Coco Jones 2023            |
| 2025 2. Februar 2025  | Muni Long                             | Vereinigte Staaten     | Made for Me (Live on BET)        | - Guidance von Jhené Aiko - Residuals von Chris Brown - Here We Go (Uh Oh) von Coco Jones - Saturn von SZA                                                                |                            |

## Statistik
In den ersten zehn Jahren der Verleihung erhielt Ray Charles den Preis allein fünfmal und ist damit der Künstler, der den Preis am Häufigsten erhalten hat und zugleich der Künstler mit den meisten Nominierungen. Damit liegt er vor Sam Cooke, der insgesamt dreimal nominiert wurde, den Preis jedoch nie erhielt. Nach der Zusammenlegung und der Neuauflage 2012 wurde der Sänger Miguel als einziger zweimal nominiert, erhielt der Preis allerdings bisher noch nicht. Mit Ausnahme der Britin Corinne Bailey Rae kamen alle Preisträger aus den Vereinigten Staaten.

## Belege
1. ↑  "honor artistic achievement, technical proficiency and overall excellence in the recording industry, without regard to album sales or chart position"Overview. National Academy of Recording Arts and Sciences, archiviert vom Original am 19. August 2012; abgerufen am 11. September 2014.  Info: Der Archivlink wurde automatisch eingesetzt und noch nicht geprüft. Bitte prüfe Original- und Archivlink gemäß Anleitung und entferne dann diesen Hinweis.
2. ↑  Grammy Awards at a Glance. In: Los Angeles Times. Tribune Company, abgerufen am 29. Mai 2011.
3. ↑  Awards Category Comparison Chart. (PDF; 80 kB) National Academy of Recording Arts and Sciences, S. 1, archiviert vom Original am 16. Mai 2011; abgerufen am 29. Mai 2011.  Info: Der Archivlink wurde automatisch eingesetzt und noch nicht geprüft. Bitte prüfe Original- und Archivlink gemäß Anleitung und entferne dann diesen Hinweis.
4. ↑  Grammy Awards restructuring (Memento des Originals vom 3. Dezember 2011 im Internet Archive)  Info: Der Archivlink wurde automatisch eingesetzt und noch nicht geprüft. Bitte prüfe Original- und Archivlink gemäß Anleitung und entferne dann diesen Hinweis.
5. ↑  Category Mapper. National Academy of Recording Arts and Sciences, archiviert vom Original am 4. Juni 2012; abgerufen am 25. November 2011.
6. ↑  NARAL Final Nomination List 57th Grammy Awards, abgerufen am 31. Dezember 2015.